# Platt-LePage XR-1
Platt-LePage XR-1 tên định danh công ty là PL-3, là một loại trực thăng của Hoa Kỳ, do hãng Platt-LePage Aircraft Company.

## Biến thể
XR-1
XR-1A
YR-1A
PL-4
Piasecki PA-2B

## Quốc gia sử dụng
Hoa Kỳ
Không quân Lục quân Hoa Kỳ

## Tính năng kỹ chiến thuật (XR-1A)

XR-1A

Dữ liệu lấy từ Connor and Lee 2000; Lambermont 1958
Đặc tính tổng quát
- Kíp lái: 2
- Chiều dài: 29 ft 4 in (8,94 m)
- Sải cánh: 65 ft 0 in (19,81 m)
- Chiều cao: 9 ft 0 in (2,74 m)
- Trọng lượng có tải: 4.730 lb (2.145 kg)
- Động cơ: 1 × Pratt & Whitney R-985-AN-1 , 450 hp (340 kW)
- Đường kính rô-to chính:  2×  31 ft 6 in (9,60 m)

Hiệu suất bay
- Vận tốc cực đại: 110 mph; 96 kn (177 km/h)
- Công suất/khối lượng: 10,8 lb (4,9kg)/hp